# Hämeenlinna vasútállomás
Hämeenlinna vasútállomás Finnországban, Hämeenlinna településen található.

## Vasútvonalak
Az állomást az alábbi vasútvonalak érintik:
- Riihimäki–Tampere-vasútvonal

## Kapcsolódó állomások
A vasútállomáshoz az alábbi állomások vannak a legközelebb:
- Turenki railway station (Helsinki Central, R Helsinki-Tampere, D Helsinki - Hämeenlinna)
- Parola railway station (Nokia vasútállomás, R Helsinki-Tampere)